# Luchthaven Inta
Luchthaven Inta (Russisch: Аэропорт Инта) ligt in het noordoosten van de Russische autonome republiek Komi op 2 kilometer ten noorden van de stad Inta. De luchthaven is geschikt voor kleinere transportvliegtuigen.